# Герб Старої Вижівки
Герб Старо́ї Ви́жівки — офіційний символ смт Стара Вижівка, районного центру Волинської області. Затверджений 6 травня 1994 року сесією Старовижівської селищної ради.
Автор — А. Гречило.

## Опис герба
У золотому полі — чорний тетерев, над ним дві сині п'ятипелюсткові квітки льону. 
Гербовий щит обрамований декоративним картушем і увінчаний срібною мурованою короною.

## Зміст
Тетерук уособлює місцеву фауну. Квітки льону можна трактувати як символ Поліського регіону.